# Bare (gmina Despotovac)
Bare (cyr. Баре) – wieś w Serbii, w okręgu pomorawskim, w gminie Despotovac. W 2011 roku liczyła 19 mieszkańców.